# Área de Conservação da Paisagem de Ontika
A Área de Conservação da Paisagem de Ontika é um parque natural localizado no condado de Ida-Viru, na Estónia.
A área do parque natural é de 1338 hectares.
A área protegida foi fundada em 1939 para proteger a costa e a floresta de Sakka-Ontika. Em 1957, a Área Proibida de Saka-Ontika-Toila Klint foi estabelecida.